# 都道府県労働局長登録教習機関
都道府県労働局長登録教習機関（とどうふけんろうどうきょくちょうとうろくきょうしゅうきかん）は、建設機械等の運転・操作や作業主任者の選任に必要となる免許（の実技教習）又は技能講習に関する学科・実技教育を行うことを目的として都道府県労働局長より登録された機関の総称である。労働安全衛生法第77条の規定により、実技教習・技能講習を実施する機関はこの登録を受けたものでなければならないが、特別教育（安全衛生教育を含む）に関しては特に必要ない。
呼称の「都道府県労働局」の部分は厚生労働省の地方支分部局の総称であり、当該労働局は個別具体的には「東京労働局」のように表記されるため、登録教習機関が自ら肩書きを称する場合は同様に「東京労働局長登録教習機関」のように表記される。
現在の総称は法律改正により2004年（平成16年）3月31日から使用されているもので、2000年（平成12年）3月31日までは「都道府県労働基準局長指定教習機関」と、2004年3月30日までは「都道府県労働局長指定教習機関」と称した。

## 登録を要するもの
- 免許に係る教習（実技教習） - クレーン運転実技教習、移動式クレーン運転実技教習、揚貨装置運転実技教習など
- 作業主任者に係る技能講習 - 酸素欠乏危険作業主任者技能講習、有機溶剤作業主任者技能講習など
- 就業制限に係る技能講習 - フォークリフト運転技能講習、玉掛け技能講習など

## 登録を要しないもの
- 事業主の代行に係る特別教育（安全衛生教育を含む） - ローラー運転業務特別教育、アーク溶接業務特別教育など